# 안탈리아 공항
안탈리아 공항(튀르키예어: Antalya Havalimanı, 영어: Antalya Airport)은 튀르키예 안탈리아에 있는 국제공항이다.

## 역사
1 터미널의 경우 바인더 주식회사(영어: Bayindir)에 의해 1996년에 건설이 시작되어 1998년 4월에 터미널 공사가 완료됐다. 1999년에 프라포트 AG, 바인더 주식회사(영어: Bayindir)가 합작으로 투자 계약을 체결했다. 제 1 터미널은 프라포트 AG에 의해 관리하고 있다. 한편 세레비 주식회사(영어: Celebi)가 새로운 국제선 터미널을 공사를 착수 했는데 이것이 제 2 터미널이다

## 운항 노선

### 1 터미널
| 항공사                     | 목적지 |
| -------------------------- | --- |
| 아드리아 항공              | 계절 전세편 : 류블랴나, 마리보르 |
| 아이글 아주르              | 계절편: 파리(샤를 드골) |
| 아스타나 항공              | 알마티 계절편: 아스타나 |
| 에어 부쿠레슈티            | 전세 계절편: 부쿠레슈티, 클루지나포카, 아이시, 시비우, 티미쇼아라 |
| 에어 카이로                | 전세 계절편: 카이로 |
| 에어 몰도바                | 계절편: 키시너우 |
| 에어 오닉스                | 계절편: 심페로폴 |
| 아제르바이잔 항공          | 바쿠 |
| 벨라비아 항공              | 전세 계절편: 브레스트, 민스크 |
| 빙고 항공                  | 전세 계절편: 그단스크, 카토비체, 우지, 포즈난, 바르샤바(쇼팽), 브로츠와프 |
| 불가리아 에어 차터         | 전세 계절편: 베르나 |
| 에델바이스 에어            | 계절편: 취리히 |
| 스위스 국제항공            | 계절편: 취리히 |
| 핀에어                     | 전세 계절편: 헬싱키 |
| 플라이 조지아              | 전세 계절편: 트빌리시 |
| 조지아 항공                | 트빌리시 |
| 게르마니아                 | 전세 계절편: 베를린(테겔), 브레멘, 드레스덴, 뒤셀도르프, 카를수루에(바덴바덴), 뮌헨, 파데본(립스타트), 츠바이브뤼겐 |
| 저먼윙스                   | 계절편: 쾰른(본), 슈투트가르트 |
| 할리데이 체코 항공         | 전세 계절편: 브르노, 오스트라바, 프라하 |
| 이라크 항공                | 술라이마니아 |
| 제트에어플라이             | 브뤼셀 계절편: 리에주, 오스탕(브루헤) |
| 요르단 항공                | 계절 전세편 : 암만(시빌) |
| 루프트한자                 | 함부르크, 뮌헨 계절 전세편 : 베를린(테겔), 뒤셀도르프, 프랑크푸르트(암마인) |
| 룩스 에어                  | 계절편 : 룩셈부르크 |
| 몰도바 항공                | 계절편 : 키시너우 |
| 모스크바 항공              | 모스크바(도모데도보) |
| 노드스타 항공              | 모스크바(도모데도보) |
| 노드윈드 항공              | 쳴라빈스크, 이르쿠츠크, 카잔, 모스크바(셰레메티예보) 계절편: 아스트라한, 벨고로드, 체복사리, 하바롭스크, 크라스노야르스크, 마그니토고르스크, 미네랄니예보디, 나베레브니, 니즈니노브고로드, 노보쿠즈네츠크 노보시비르스크, 오렌부르크, 페름, 사마라, 우파, 율리야노프스크, 블라디보스토크, 볼고그라드, 예카테린부르크 |
| 노르웨이 에어 셔틀         | 오슬로(가르데르모엔), 피요르드, 트론헤임 계절편: 베르겐 전셰 계절편: 올레, 보되, 피요르드, 스타방에르, 트롬쇠 |
| 노브 에어                  | 전세 계절편: 예테보리(란테보리), 오슬로(가르데르모엔), 스톡홀름(알란다) |
| 오누어 에어                | 전세 게졀편: 암스테르담, 바젤(뮐루즈), 보르도, 브리티슬티바, 브뤼셀, 쾰른(본), 코펜하겐, 뒤셀도르프, 에르칸, 함부르크, 하노버, 류블라냐, 런던(스탠스테드), 밀라노(말펜사), 뮌헨, 뮌스터(오스터부르크), 낭트, 파리(샤를 드골), 슈투트가르트, 텔아비브(벤구리온)                                                       |
| 페가수스 항공              | 암스테르담, 코펜하겐, 에르칸, 제네바 계절편: 글래스고(인터내셔널), 런던(개트윅), 맨체스터, 노리치, 슈투트가르트, 빈 |
| 폴렛 항공                  | 계절편: 보로네시 |
| 프리메라 항공              | 계절편: 올보르, 빌룬, 코펜하겐, 예테보리(란테보리), 말뫼, 오슬로(가르데르모엔), 스톡홀름(알란다) |
| 로얄 요르단 항공           | 계절 전세편 : 암만(퀸알리아) |
| 로얄 윙스 항공             | 계절 전세편 : 암만(퀸알리아) |
| S7 항공                    | 계절 전세편 : 노보시비르스크 |
| 스마트 플래닛 항공         | 계절편: 빌니우스 |
| 스마트 플래닛 항공 폴란드  | 계절편: 카토비체, 포즈난, 바르샤바(쇼팽, 코페르니쿠스) |
| 스마트룩스 항공            | 전세 계절편: 리가 |
| 스마트룩스 에스토니아      | 전세 계절편: |
| SCAT 항공                  | 계절편: 악토베, 알마티, 아스타나, 아티라우, 카라, 오랄, 오스카펜, 파블로다르, 쉼켄트 |
| 선익스프레스 항공          | 계절편: 암스테르담, 도르트문트, 드레스덴, 뒤셀도르프, 에르푸르트, 프랑크푸르트, 프리드리히스하펜, 그라츠, 함부르크, 하노버, 카를스루에(바덴바덴), 라이프치히(할레), 뮌헨, 파더보른(립슈타 트), 자르브뤼켄, 잘츠부르크, 슈투트가르트, 비엔나, 취리히                                                                  |
| 선익스프레스 도이칠란드    | 쾰른(본), 뒤셀도르프, 프랑크푸르트(암마인), 뮌헨, 슈투트가르트 계절편: 라이프치히(할레) |
| 테일윈드 항공              | 전세 계절편: 베를린(쇠네펠트), 브레멘, 브뤼셀, 도르트문트, 드레스덴, 뒤셀도르프, 에르푸르트(바히마르), 하노버, 카를수루에(바덴바덴), 라이프치히(할레), 뮌헨, 뉘른베르크, 파데본(립스타트), 슈투트가르트, 취리히 |
| 토마스쿡 항공              | 버밍엄, 글래스고(인터내셔널), 런던(개트윅, 스탠스테드), 멘체스터, 뉴케슬(어폰타인) 계절편: 벨파스트(인터내셔널), 브리스틀, 에든버러, 노밍엄(이스트미들랜드) |
| 토마스쿡 항공 벨기에       | 계절편: 리에주, 브뤼셀 |
| 토마스쿡 항공 스칸디나비아 | 계절편: 올보르, 베르겐, 빌룬, 코펜하겐, 예테보리(란테보리), 코핑, 말뫼, 외레브로, 오슬로(가르데르모엔), 스타방에르, 스톡홀름(알란다), 트론헤임 |
| 터키항공                   | 모스크바(브누코보) 계절편: 바그다드, 아르빌, 함부르크, 슈투트가르트, 빈 |
| 우즈베키스탄 항공          | 전세 계절편: 타슈겐트 |
| 위즈 에어 우크라이나       | 키이우(줄리아니) |
| 야말 항공                  | 계절편: 모스크바(도모데도보) |

### 2 터미널
| 항공사                   | 목적지 |
| ------------------------ | --- |
| 아에로플로트             | 모스크바(셰레메티예보) |
| 로시야 항공              | 상트페테르부르크 |
| 에어 세르비아            | 계절편: 베오그라드 |
| 알리탈리아               | 계절편: 로마(레오나르도 다 빈치) |
| 아크플라이               | 암스테르담, 로테르담, 에인트호번 |
| 애틀랜틱 항공            | 전세 계절편: 빌룬 |
| 에어 발틱                | 계절편: 리가 |
| 오스트리아 항공          | 빈 전세 계절편: 그라츠, 인스부르크, 클라겐푸르트, 린즈 |
| 블루에어                 | 전세 계절편: 바쿠 |
| 브뤼셀 항공              | 전세 계절편: 브뤼셀 |
| 콘도르                   | 베를린(쇠네펠트), 뒤셀도르프, 프랑크푸르트(암마인), 뮌헨, 슈투트가르트 계절편: 쾰른(본), 함부르크, 라이프치히(할레), 파데본(립스타트) |
| 콘랜던 항공              | 암스테르담, 브뤼셀, 뒤셀도르프, 프랑크푸르트, 뮌헨, 슈투트가르트, 빈 계절편: 베를린(쇠네펠트), 도르트문트, 드레스덴, 아인트호벤, 에르푸르트, 프리드리히스하펜, 흐로닝언, 함부르크, 하노버, 카를스루에(바덴바델), 카셀, 라이프치히(할레), 뤼벡, 마스트리히트(아헨), 뮌스터(오스나브뤼크), 뉘른베르크, 로테르담, 위즈, 취리히 |
| 콘랜던 네덜란드 항공     | 암스테르담 |
| 코스에어 국제항공        | 전세 계절편: 바젤(뮐루즈), 릴 |
| 대니쉬 에어 트랜스포트   | 전세 계절편: 빌룬 |
| 이지젯                   | 바젤(뮐루즈), 런던(개트웍) 계절편: 멘체스터 |
| 유로 에어포스트          | 전세 계절편: 리옹, 마르세유 |
| 프리버드 항공            | 전세 계절편: 암스테르담, 브뤼셀, 코펜하겐, 뒤셀도르프, 에르칸, 에르푸트, 프랑크푸르트, 프리드히히스하펜, 라이프치히(할레), 뮌헨, 뮌스터(오스나브루크), 오슬로(가르데르모엔), 파데본(립스타트), 슈투트가르트, 빈, 취리히 |
| 그로즈니아비아           | 전세 계절편: 그로즈니 |
| 함부르크 항공            | 전세 계절편: 베를린(테겔), 브레멘, 도르트문트, 뒤셀도르프, 프리드리히스하펜, 함부르크, 카를수루에(바덴바덴), 슈투트가르트, 츠바이브뤼겐 |
| 헬베틱 항공              | 전세 계절편: 제네바 |
| I-플라이                 | 전세 계절편: 이르쿠츠크, 케메로보, 크라스노다르, 크라스노야르스크, 모스크바(브누코보), 니주네바르토프스크, 노보시비르스크, 옴스크, 수르구트, 튜멘 |
| 이카르 항공              | 전세 계절편: 바르나울, 케메로보, 크라스노다르, 옴스크, 로스토프나도누, 울란우데 |
| 엔터 에어                | 전세 계절편: 그단스크, 카토비체, 크라쿠프, 우지, 포즈난, 수프, 바르샤바(쇼팽), 브로츠와프 |
| 제트타임                 | 전세 계절편: 올보르, 빌룬, 코펜하겐, 말뫼, 노르셰핑, 외레브로, 스톡홀름(알란다) |
| 중동 항공                | 계절 전세편 : 베이루트 |
| 미스트랄 항공            | 계절편 : 바리, 나폴리 |
| 코가밀바아비아           | 계절 전세편 : 모스크바(도모데도보), 무르만스크, 사마라, 상트페테르부르크, 울리야노프스크, 예카테린부르크 |
| 레드 윙스 항공           | 모스크바(도모데도보) |
| 사라비아 항공            | 계절 전세편 : 날치크, 사라토프, 보로네 |
| 사우디아 항공            | 전세편 : 제다, 메디나 |
| 스칸디나비아 항공        | 코펜하겐, 오슬로(가르데르모엔), 스톡홀름(알란다) 계절편 : 베르겐, 빌룬, 룰레오, 몰데, 스타방에르, 트롬, 트론헤임 |
| 스마트윙스 항공          | 계절편: 브르노, 오스트라바, 프라하 |
| TAROM                    | 전세 계절편: 부다페스트, 티미쇼아라 |
| 톰슨 항공                | 버밍엄, 브리스틀, 런던(개트윅, 스탠스테드), 맨체스터 계절편 : 본머스, 카디프 (2013년 10월 29일 종료), 캐스터(셰필드], 글래스고(인터내셔널), 리즈(브래드포드)(2014년 5월 2일 시작) 런던(루턴), 뉴캐슬, 노팅엄(이스트미들랜드)                                                                                                |
| 트랜스아비아닷컴         | 암스테르담, 아인트호벤, 흐로닝언, 마스트리히트(아헨), 로테르담 |
| 트랜스아비아닷컴 프랑스  | 파리(오를리) 계절편: 낭트 |
| 트래블 서비스 항공       | 전세 계절편: 브르노, 카를로비바리, 오스트라바, 파르두비체, 프라하 |
| 트래블 서비스 헝가리     | 전세 계절편: 부다페스트 |
| 트래블 서비스 폴란드     | 전세 계절편: 비드고슈치, 카토비체, 크라쿠프, 린, 포즈난, 수프, 슈체친, 바르샤바(쇼팽), 브로츠와프 |
| 트래블 서비스 슬로바키아 | 전세 계절편: 브라티슬라바, 코쉬체, 포프라드(타트리) 슬리아치 |
| TUI플라이                | 뒤셀도르프, 프랑크푸르트, 함부르크, 하노버 계절편: 브레멘, 쾰른(본), 라이프치히(할레), 메밍엔, 뮌헨, 뉘른베르크, 슈투트가르트, 츠바이브뤼켄 |
| TUI플라이 노르딕         | 계절편: 코펜하겐, 예테보리(란테보리), 헬싱키, 말뫼, 오슬로(가르데르모엔), 스톡홀름(알란다) |
| 우크라이나 국제 항공     | 키이우(보리스필) 계절편: 도네츠크, 하르코프, 리비브, 오데사, 자포리지아 |
| 우랄 항공                | 계절편: 페름, 우파, 예카테린부르크 전세 계절편: 첼라빈스크, 미네랄니예보디, 모스크바(도모데도보), 니즈네캄스크, 니즈네노보그라드, 상트페테르부르크, 볼고그라드 |
| 유테이르 항공            | 계절편: 아르한겔스크, 이르쿠츠크, 바르나울, 칼리닌그라드, 케메로보, 크라스노다르, 미네랄니예보디, 모스크바(도모데도보), 노보쿠즈네즈크, 노보시비르스크, 옴스크, 로스토프나도두, 상트페테르부르크, 수르구트, 식팁카르, 톰스크, 튜멘, 예카테린부르크                                                                          |
| 유테이르 우크라이나      | 전세 계절편: 도네츠크, 하르코프, 키이우(줄리아니), 리비브, 오데사, 루한스크, 자포리지아 |
| 윈드로즈 항공            | 드네프로페트로파스크, 도네츠크, 키이우(줄리아니), 리비브, 오데사, 하르코프 |
| 야쿠티아 항공            | 계절편: 크라스노야르스크 |

### 3 터미널
| 항공사            | 목적지 |
| ----------------- | --- |
| 아틀라스 제트     | 에르칸, 이스탄불(아타튀르크) 전세 계절편: 알마티, 아스타나, 베오그라드, 베를린, 브뤼멘, 쾰른(본), 드레스덴, 함부르크, 하노버, 카를스루에(바덴바덴), 라이프치히(할레), 뮌헨, 뉘른베르크, 슈투트가르트, 츠바이브뤼켄 |
| 오누어 에어       | 이스탄불(아타튀르크) 계절편: 바트맨, 에르진잔, 말라티아, 시바스 |
| 페가수스 항공     | 아다하, 엘라지그, 하타이, 이스탄불(사비하 괵첸), 이즈미르, 카이세리, 트라브존 계절편: 디야르바키르 |
| 선익스프레스 항공 | 아다나, 디야르바키르, 가지안테프, 이스탄불(사비하괵첸), 이즈미르, 카이세리, 트라브존 |
| 터키 항공         | 이스탄불(아타튀르크, 사비하 괵첸) |
| 아나돌루 제트     | 앙카라 |

## 연계 교통

### 도로 교통
- 자동차
- 버스[5]
- 택시